# Natonin
Natonin is een gemeente in de Filipijnse provincie Mountain Province op het eiland Luzon. Bij de laatste census in 2007 had de gemeente ruim 9 duizend inwoners.

## Geografie

### Bestuurlijke indeling
Natonin is onderverdeeld in de volgende 11 barangays:
| - Alunogan - Balangao - Banao - Banawal - Butac - Maducayan | - Poblacion - Pudo - Saliok - Santa Isabel - Tonglayan |

## Demografie
Natonin had bij de census van 2007 een inwoneraantal van 9.431 mensen. Dit zijn 366 mensen (4,0%) meer dan bij de vorige census van 2000. De gemiddelde jaarlijkse groei komt daarmee uit op 0,55%, hetgeen lager is dan het landelijk jaarlijks gemiddelde over deze periode (2,04%). Vergeleken met de census van 1995 is het aantal mensen met 434 (4,8%) toegenomen.

De bevolkingsdichtheid van Natonin was ten tijde van de laatste census, met 9.431 inwoners op 252 km², 37,4 mensen per km².